# Linea IND Concourse
La linea IND Concourse (in inglese IND Concourse Line IPA: [ˈaɪˈenˈdiː ˈkɑːnˌkɔːrs ˈlaɪn]) è una linea della metropolitana di New York situata nei borough di Manhattan e Bronx. È l'unica linea metropolitana sotterranea del Bronx ed è, al 2017, utilizzata dalle linee B e D per espletare il loro servizio metropolitano.

## Storia
La linea Concourse fu inaugurata il 1º luglio 1933, appena 10 mesi dopo l'apertura della prima linea dell'Independent Subway System, la linea Eighth Avenue. All'epoca era utilizzata dalla linea C, che svolgeva un servizio espresso, e dalla linea CC, che svolgeva invece un servizio locale tra Bedford Park Boulevard e Hudson Terminal.
Il 15 dicembre 1940, con l'apertura della linea IND Sixth Avenue, anche la linea D iniziò a utilizzare la linea Concourse, svolgendo un servizio espresso durante le ore di punta e il sabato e un servizio locale nelle altre fasce orarie. Nel 1949 la linea C venne soppressa e nel 1985 la linea CC fu ridenominata linea C. Il 1º marzo 1998 la linea B iniziò ad utilizzare la linea Concourse, sostituendo la linea C deviata verso Washington Heights.

## Percorso
| Unknown route-map component "uhCONTg" |

|  | Unknown route-map component "uhSTR" | Unknown route-map component "utSTR+l" | Unknown route-map component "utENDEeq" |

| Unknown route-map component "uhSTR" | Urban tunnel station on track |

| Unknown route-map component "uSTR+l" + Unknown route-map component "ulDST~F" | Unknown route-map component "uhKRZ" + Unknown route-map component "PORTALl" | Unknown route-map component "utABZgr+r" |  |

| Unknown route-map component "uSTR2" + Unknown route-map component "ulDST~G" | Unknown route-map component "uhSTRc3" + Unknown route-map component "MSTR" + Unknown route-map component "uhLSTR" | Unknown route-map component "utACC" |  |

| Unknown route-map component "lhSTRc1a" + Unknown route-map component "uSTRc1" | Unknown route-map component "uhABZg+4" | Unknown route-map component "utACC" |  |

| Unknown route-map component "uhLSTR" | Urban tunnel station on track |

|  | Urban tunnel stop on track |

|  | Urban tunnel station on track |

|  | Urban tunnel stop on track |

| Unknown route-map component "uhLSTR" | Urban tunnel stop on track |

| Unknown route-map component "uhSTR2" | Urban tunnel stop on track + Unknown route-map component "uhSTRc3" |

|  | Unknown route-map component "uhSTRc1" | Unknown route-map component "utHSTACC" + Unknown route-map component "MSTRq" + Unknown route-map component "MSTR2+4" + Unknown route-map component "uhSTR2+4" + Unknown route-map component "lHSTACC" | Unknown route-map component "uhSTRc3" |

|  |  | Urban tunnel straight track + Unknown route-map component "uhSTRc1" | Unknown route-map component "uhCONT4" |

|  | Unknown route-map component "CONTgq" | Unknown route-map component "umtKRZ" | Unknown route-map component "CONTfq" |

|  | Unknown route-map component "dWASSERq" | Unknown route-map component "utKRZW" | Unknown route-map component "dWASSERq" |

| Unknown route-map component "utCONTgq" | Unknown route-map component "utSTR+r" | Urban tunnel stop on track |  |

| Urban tunnel station on track + Unknown route-map component "HUBaq" | Urban tunnel station on track + Unknown route-map component "HUBeq" |

| Unknown route-map component "utKRWg+l" | Unknown route-map component "utKRWr" |

| Unknown route-map component "utCONTf" |

La linea Concourse inizia come una linea a doppio binario presso la stazione di Norwood-205th Street, si dirige inizialmente ad ovest, dove è presente il collegamento con il deposito Concourse, e curva quindi a sud sotto Grand Concourse, strada da cui prende il nome in quanto vi corre al di sotto per la maggior parte del percorso. A Bedford Park Boulevard due binari che provengono dal deposito si uniscono a formare il terzo binario, quello centrale.

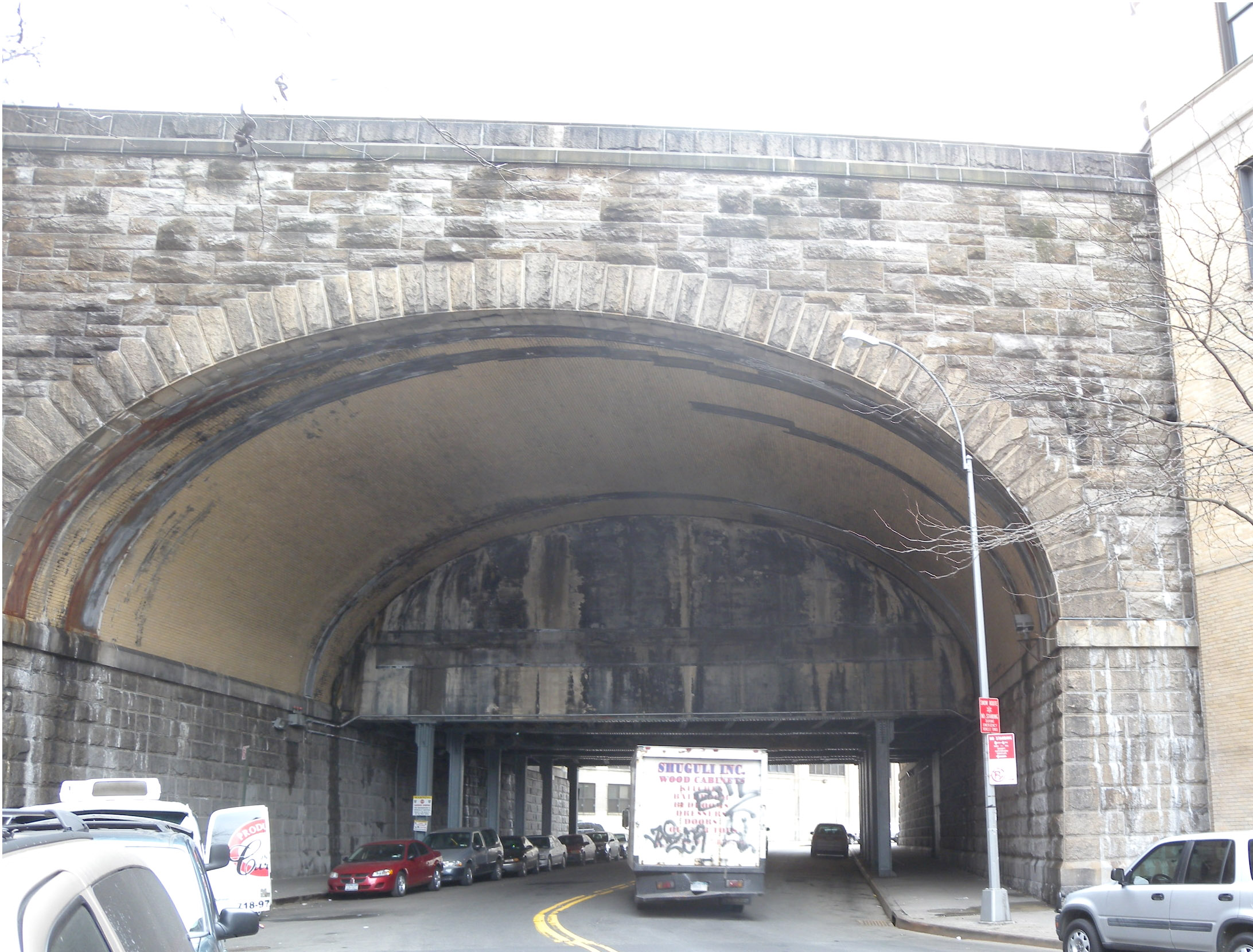
La porzione della stazione di 174th-175th Streets situata in superficie.

A sud di questa stazione i due binari esterni si uniscono nel binario centrale espresso mentre il binario centrale si divide nei due binari locali. A causa della conformazione del terreno, la successiva stazione di 174th-175th Streets è in parte sotterranea e in parte in superficie. Tra le stazioni di 170th Street e 167th Street si trova un secondo scambio, dopo quello situato a nord della stazione di Tremont Avenue.
Superata la stazione di 167th Street la linea curva ad ovest e dopo 161st Street-Yankee Stadium attraversa il fiume Harlem per mezzo del tunnel Concourse. Sull'altra sponda si trova la fermata di 155th Street dopo la quale i binari arrivano nella stazione di 145th Street, dove si uniscono con quelli della linea IND Eighth Avenue.